# Associação lopinavir/ritonavir
A associação lopinavir/ritonavir (LPV/r), comercializada sob a marca Kaletra, entre outras, é uma associação de dose fixa usada no tratamento e prevenção do VIH/SIDA. O medicamento associa o lopinavir a uma dose baixa de ritonavir. A sua utilização é geralmente indicada em combinação com outros antirretrovirais. Pode também ser usada como forma de prevenção após um ferimento com seringas ou outra potencial exposição ao VIH. É administrado por via oral em comprimidos, cápsulas ou solução oral.

## Efeitos adversos e usos
Os efeitos adversos mais comuns são diarreia, vómitos, cansaço, dor de cabeça e dor muscular. Entre outros possíveis efeitos adversos mais graves estão pancreatite, problemas no fígado e elevado nível de glicose no sangue. É frequentemente utilizado e aparenta ser seguro durante a gravidez. Ambos os constituintes são inibidores da protease do VIH. Está associado ao aumento na contagem de linfócitos T CD4, atuando assim no fortalecimento do sistema imunitário. O ritonavir atua atrasando a decomposição do lopinavir.

### COVID-19
Em março de 2020, a associação foi promissora em artigos preliminares. Mas em outubro de 2020, em estudo randomizado do grupo RECOVERY Trial, lopinavir/ritonavir não se mostrou eficaz para tratar pacientes internados com COVID-19.

## História
A associação lopinavir/ritonavir foi aprovada para uso nos Estados Unidos em 2000. Faz parte da lista de medicamentos essenciais da Organização Mundial de Saúde, uma lista com os medicamentos mais seguros e eficazes fundamentais num sistema de saúde.